# Dahlgren (Illinois)
Dahlgren és una població dels Estats Units a l'estat d'Illinois. Segons el cens del 2000 tenia 514 habitants.

## Demografia
Segons el cens del 2000, Dahlgren tenia 514 habitants, 217 habitatges, i 139 famílies. La densitat de població era de 198,5 habitants/km².
Dels 217 habitatges en un 30,9% hi vivien nens de menys de 18 anys, en un 54,4% hi vivien parelles casades, en un 7,8% dones solteres, i en un 35,5% no eren unitats familiars. En el 34,1% dels habitatges hi vivien persones soles el 23,5% de les quals corresponia a persones de 65 anys o més que vivien soles. El nombre mitjà de persones vivint en cada habitatge era de 2,36 i el nombre mitjà de persones que vivien en cada família era de 3,08.
Per edats la població es repartia de la següent manera: un 24,9% tenia menys de 18 anys, un 8,4% entre 18 i 24, un 25,5% entre 25 i 44, un 22,2% de 45 a 60 i un 19,1% 65 anys o més.
L'edat mediana era de 40 anys. Per cada 100 dones de 18 o més anys hi havia 89,2 homes.
La renda mediana per habitatge era de 26.944 $ i la renda mediana per família de 34.886 $. Els homes tenien una renda mediana de 27.500 $ mentre que les dones 16.705 $. La renda per capita de la població era de 13.862 $. Aproximadament el 9,9% de les famílies i el 13,5% de la població estaven per davall del llindar de pobresa.

## Poblacions més properes
El següent diagrama mostra les poblacions més properes.